# كورغان (مدينة)

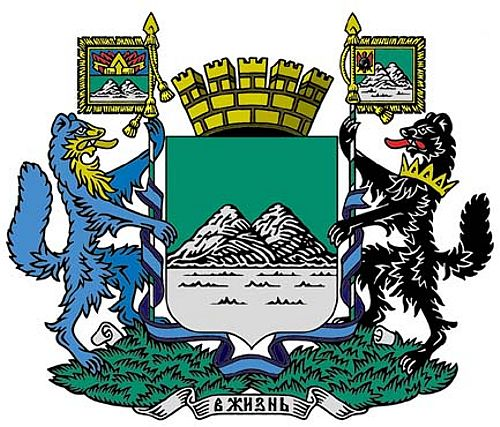
Курган

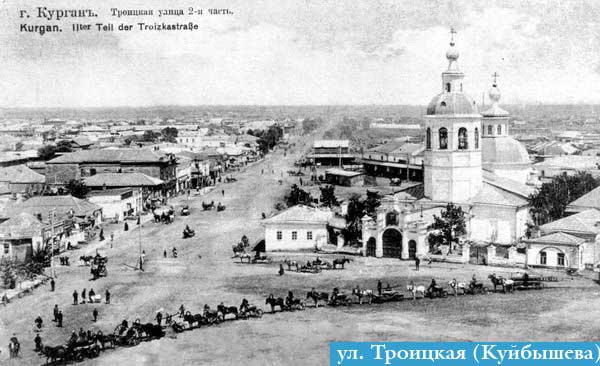
أحد شوارع مدينة كورغان في منتصف القرن التاسع عشر

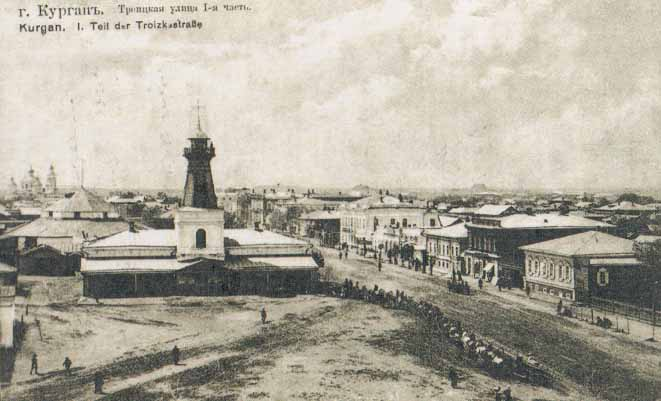
صورة أخرى من أحد شوارع كورغان حوالي سنة 1850

كورغان (الروسية: Курган) هي إحدى مدن روسيا في الكيان الفدرالي الروسي كورغان أوبلاست، وهي المركز الإداري لهذا الكيان الفيدرالي.
تقع كورغان على خط سكة حديد سيبيريا الشهير، بين مدينتي ييكاتيرينبرغ وأومسك، وتخدمها محطتا سكك حديدية ومطار، كما كانت بها قاعدة كورغان الجوية الغربية خلال سنوات الحرب الباردة. كما يوجد بها مركز إليزاروف العلمي لجراحة العظام الترميمية والإصابات، ومصنع حافلات KAvZ وشركة كورغانماشزافود التي تنتج المركبات القتالية المدرعة بي إم بي-1 وبي إم بي-2 وبي إم بي-3.

## السكان
وصل تعداد سكان كورغان في تعداد سنة 2002 إلى 345515 نسمة، وهو حوالي ثلاثين ضعف عدد سكانها سنة 1897 والذي كان حوالي 10600 نسمة.

## المنشآت التعليمية والثقافية
- الأكاديمية الزراعية
- جامعة كورغان الحكومية
- جامعة كورغان الدولية
- الأكاديمية العسكرية
- أكاديمية مدرسة السكك الحديدية
- مسارح متنوعة
- أكاديمية العمل والعلاقات الاجتماعية

## نبذة عن تاريخ المدينة
اعتمد عام 1679 كتاريخ لتأسيس المدينة على الرغم من ان الحفريات الاثرية تدل على ان هذا المكان كان مأهولا منذ القرن الثالث للميلاد. وكلمة كورغان تعني بالعربية تل فوق قبر. كان اسم البلدة في بداية الامر «بلدة تساريوف – بلدة القيصر» وذلك لكونها بنيت إلى جانب كورغان كبير ثم أصبح اسمها كورغان. وتشير الحفريات الاثرية التي اجريت على الكورغان الكبير إلى انه يعود إلى القرن الثالث للميلاد وانه تعرض للسرقة بعد اقامته بفترة قصيرة. مع بداية القرن الثامن عشر تحولت البلدة إلى قلعة عسكرية وفي عام 1782 منحت صفة مدينة بأمر من الامبراطورة يكاترينا الثانية. شهدت المدينة في بداية القرن التاسع عشر افتتاح أول مدرسة وأول مستشفى وبناء برج لمراقبة الحرائق وتشكيل فرقة لاطفائها. ولبعد المدينة عن وسط روسيا قررت السلطات القيصرية جعلها منفى للمعارضين وخاصة للديسمبريين. مع مرور الوقت أصبحت المدينة مركزا لتجارة المحاصيل الزراعية والمنتجات الحيوانية ولم تكن فيها مؤسسات صناعية باستثناء بعض المطاحن. ومع ذلك تطورت المدينة وتوسعت حيث بلغ تعداد نفوسها عام1856 حوالي 3600 نسمة وكان فيها عدد من الكنائس والمنازل الحجرية. وفي نهاية القرن افتتحت فيها محطة للتلغراف واستوديو للتصوير واسست فيها شركة للتأمين ودار للايتام وفندق ومطعم لاطعام الفقراء.
وكان لانشاء خط سكك حديد سيبيريا الكبير عاملا مهما في تطور المدينة وازدياد نفوسها إلى أكثر من 10 الآف نسمة وفي عام 1894 ربطت بخط الهاتف. وفي بداية القرن العشرين استمر توسع المدينة وتطورها وفي عام 1914 باشرت أول محطة لتوليد الكهرباء بالعمل وفي عام 1917 كان تعداد نفوسها أكثر من 40 الف نسمة. خلال الحرب الاهلية التي نشبت في روسيا بعد قيام ثورة أكتوبر عام 1917جرى تبادل السلطة في المدينة مرارا بين الفصائل المتحاربة إلى ان استقرت بيد الجيش الأحمر بعد طرد قوات الاميرال الكسندر كولتشاك منها عام 1919 . بعد انتهاء الحرب الاهلية واستقرار الاوضاع استمر تطور المدينة وازدهارها وازداد تعداد سكانها كثيرا وافتتحت فيها مؤسسات صناعية وثقافية وصحية جديدة.
مع بداية الحرب الوطنية العظمى (1941 – 1945) انشئت في المدينة 5 مستشفيات لاستقبال الجرحى من جبهات القتال كما اجليت اليها مؤسسات صناعية من أوكرانيا وبيلاروسيا ومناطق روسيا الغربية، شكلت هذه المؤسسات الصناعية قاعدة للصناعات الثقيلة في المدينة. في عام 1943 أعلن عن تشكيل مقاطعة كورغان من اجزاء مقتطعة من مقاطعتي اومسك وتشيليابينسك واصبحت المدينة مركزا للمقاطعة المستحدثة. بعد انتهاء الحرب وعودة الامور إلى مجراها الطبيعي تطورت المدينة كثيرا وانشئت فيها مؤسسات صناعية وتعليمية جديدة وفي عام 1971 أنتجت أول ناقلة جنود مدرعة «بي ام بي – 1» تبعها عام 1983 إنتاج الجيل الثاني وفي عام 1987 الجيل الثالث من هذه الناقلات المدرعة. كما انشئ مصنع لإنتاج الحافلات وآخر لإنتاج ماكينات ومعدات إنشاء وتبليط الطرق إضافة لذلك في المدينة مجموعة كبيرة من معامل الصناعات الخفيفة ومواد البناء وغيرها.

## من أبناء المدينة
غافرييل إليزاروف

## المدن التوائم
- مدينة أبلتون بولاية وسكونسن الأمريكية
- روفينا - إيطاليا

## وصلات خارجية
- "Evening Kurgan" independent news portal نسخة محفوظة 15 أبريل 2009 على موقع واي باك مشين.
- Kurgan city streets views